# Campidano

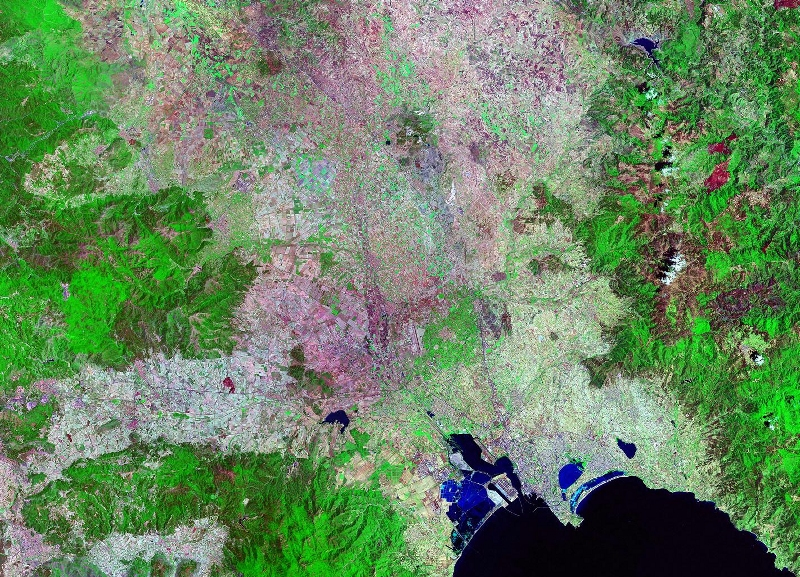
Satellitenbild der Campidano-Ebene, in der unteren Bildmitte die Hafenstadt Cágliari

Der Campidano (sardisch Campidanu) ist ein 110 km langer und 12 bis 25 km breiter Tieflandstreifen von annähernd 2500 km² Fläche, der im Südwesten Sardiniens die Golfe von Oristano und Cagliari miteinander verbindet. Der Ausdruck Campidano bedeutet im Sardischen weite Ebene. Verwaltungsmäßig ist der Campidano Teil der drei Provinzen Oristano, Medio Campidano und Cagliari.
Die Campidano-Ebene ist ausgesprochen fruchtbar: Schon zu Zeiten der Phönizier und der Römer wurde hier intensiver Getreide- und Weinanbau praktiziert. 
Im nordöstlichen Teil der Ebene, um die Stadt Oristano, spielt auch der Reisanbau eine wichtige Rolle.
Im Süden der Ebene befindet sich die Inselhauptstadt Cagliari.
Nach dem Campidano ist die häufigste Variante der sardischen Sprache, das Campidanesische, benannt.